# Stöð 2
Stöð 2 (letteralmente 'Stazione 2'), è stata un canale televisivo islandese a pagamento. Fondata nel 1986, fu la prima emittente televisiva privata in Islanda, istituita a seguito della revoca del monopolio statale sulla radiodiffusione televisiva. Tra i canali gemelli operanti sotto il marchio Stöð 2 figurano Stöð 2 Sport e Stöð 2 Bíó. Stöð 2 è stata la seconda emittente televisiva privata più antica nei paesi nordici, dopo MTV3 in Finlandia.
L’ultima emittente gestita è stata Sýn, che è stata dismessa nel 2025 a favore del marchio Sýn.

## Storia

### Nuove leggi sui media del 1986
Durante il grande sciopero del BSRB nell'autunno del 1984, quasi tutte le attività della RÚV furono sospese e sorsero numerose stazioni radiofoniche illegali. Di conseguenza, durante il mandato della ministra dell'Istruzione Ragnhildur Helgadóttir, si decise di rivedere la normativa sulla radiodiffusione. Il 13 giugno 1985 l'Alþingi approvò una nuova legge che autorizzava le emittenti radiofoniche e televisive private, entrata in vigore all'inizio del 1986. Fino a quel momento, in Islanda erano attive due stazioni radio, Rás 1 e Rás 2, e una stazione televisiva, Ríkissjónvarpið.

### Inizio di Stöð 2
Stöð 2 iniziò le trasmissioni il 9 ottobre dello stesso anno come stazione radiofonica a pagamento, utilizzando un sistema di codifica che richiedeva agli abbonati di acquistare un codice numerico da inserire in un decoder per poter accedere ai contenuti. Tra i volti più noti del canale nei primi tempi vi erano i presentatori televisivi Jón Óttar e Vala Matt. La programmazione comprendeva spettacoli importati, produzioni drammatiche islandesi e notiziari. All’inizio fu difficile attrarre investimenti per sostenere l’attività.[1] All’inizio del 1987 gli abbonati erano circa cinquemila, ma entro la fine dell’anno erano quasi trentamila. Nello stesso periodo aumentò anche il numero dei dipendenti e la stazione cominciò a competere con RÚV per il reclutamento di programmatori e giornalisti, un fenomeno fino ad allora considerato inusuale.

### Unificazione del marchio
Numerose emittenti gemelle, precedentemente gestite dalla medesima società, furono nel 2008 riunite sotto il marchio Stöð 2: la stazione sportiva Sýn divenne Stöð 2 Sport, Sirkus fu rinominata Stöð 2 Extra e Fjölvarpið assunse il nome di Stöð 2 Fjölvarp, mentre Stöð 2 Bíó mantenne il proprio nome.

### Transizione a Sýn
Il 12 giugno 2025, Sýn ha rinominato tutte le sue divisioni, inclusa Stöð 2, sotto il marchio unico Sýn.

## Riferimenti
1. ↑   ruv.is,  https://www.ruv.is/english/2025-06-12-stod-2-becomes-syn-but-bylgjan-keeps-name-445877.